# Сотчемъю
Сотчемъю (устар. Сотчем-Ю) — река в России, протекает по территории Печерского района Республики Коми.

## География
Устье реки находится в 166 км по правому берегу реки Кожва. Длина реки составляет 41 км.

## Этимология гидронима
Гидроним происходит из языка коми, означает «горелая река» от сотчӧм «горелый», «обгорелый», ю — «река».

## Данные водного реестра
По данным государственного водного реестра России относится к Двинско-Печорскому бассейновому округу, водохозяйственный участок реки — Печора от водомерного поста у посёлка Шердино до впадения реки Уса, речной подбассейн реки — бассейны притоков Печоры до впадения Усы. Речной бассейн реки — Печора.
Код объекта в государственном водном реестре — 03050100212103000063771.